# Pałło
Pałło (ukr. Палло) – wieś na Ukrainie. Należy do rejonu użhorodzkiego w obwodzie zakarpackim i liczy 422 mieszkańców.
Znajduje tu się stacja kolejowa Pawłowe – ukraińska stacja graniczna na granicy ze Słowacją.